# Leo Amery
Pour les articles homonymes, voir Amery.
Leopold Charles Maurice Stennett Amery, né le 22 novembre 1873 et décédé le 16 septembre 1955, est un journaliste et membre du Parti conservateur britannique, notamment connu pour ses écrits concernant le domaine militaire, l'Inde et l'Empire britannique.
Il s'oppose dans les années 1930 à l'hypothèse d'une alliance antifasciste avec l'Union soviétique, et préconise au contraire de « laisser les trois sources de danger, l'Allemagne, la Russie et le Japon, se neutraliser mutuellement ».